# فهرست پیست‌های فرمول یک

موقعیت جغرافیایی پیست‌هایی که میزبان گراند پری بوده‌اند. کشورهایی که در فصل میزبان یک گراند پری بوده‌اند، با رنگ سبز مشخص شده‌اند و موقعیت مکانی پیست‌ها نیز با نقطهٔ سیاه نشان داده شده‌است. کشورهای میزبان در فصل‌های پیشین با رنگ خاکستری تیره و پیست‌های میزبان پیشین نیز با نقطهٔ سفید مشخص شده‌اند.

فرمول یک (به انگلیسی: Formula One)، که با نام اختصاری F1 نیز مورد اشاره قرار می‌گیرد، در حال حاضر از سوی فدراسیون بین‌المللی اتومبیل‌رانی (فیا)، هیئت حاکم بر مسابقات جهانی ورزش‌های موتوری، به‌عنوان بالاترین کلاس مسابقات اتومبیل‌رانی برای خودروهای چرخ‌باز شناخته می‌شود. هر فصل از مسابقات جهانی فرمول یک از مجموعه‌ای از مسابقه‌ها تشکیل شده‌است که با نام گراند پری یا جایزه بزرگ شناخته می‌شوند. این مسابقه‌ها معمولاً در پیست‌هایی برگزار می‌شوند که با هدف میزبانی همین مسابقات ساخته شده‌اند. همچنین در برخی موارد ممکن است مسابقه در خیابان‌های بستهٔ شهری نیز برگزار شود. در پایان هر فصل، مجموع نتایج مسابقات محاسبه می‌شود تا دو جایزهٔ قهرمانی به برندگان فصل اهدا شود؛ یک جایزه برای رانندگان (رانندهٔ قهرمان جهان)، و یک جایزه برای سازندگان (سازندهٔ قهرمان جهان).
در این صفحه پیست‌هایی که از سال ۱۹۵۰ میلادی تاکنون میزبان مسابقات قهرمانی جهان بوده‌اند، فهرست شده‌اند.

## تاریخچه
اولین گراند پری قهرمانی جهان در سال ۱۹۵۰ در سیلورستون برگزار شد؛ از آن زمان به بعد، ۷۱ پیست حداقل میزبان یک گراند پری بوده‌اند. بسیاری از پیست‌های قدیمی در طول زمان فعالیت خود با استفاده از پیکربندی‌های متفاوت یک گراند پری را میزبانی کرده‌اند: نوربورگ‌رینگ، اسپا-فرانکورشان، مونتزا و غیره. به عنوان مثال، در اولین مسابقهٔ قهرمانی جهان که در پیست نوربورگ‌رینگ برگزار شد، مسافت پیکر بندی این پیست معادل ۲۲٫۸۳۵ کیلومتر (۱۴٫۱۸۹ مایل) بود، اما نگرانی‌هایی که در زمینهٔ ایمنی وجود داشت، به استفاده از پیست‌هایی با طول کمتر و ایمنی بیشتر برای گراند پری‌های امروزی منجر شد. در نخستین سال‌های برگزاری مسابقات قهرمانی، پیست‌های فرمول یک غالباً در اروپا واقع شده‌بودند؛ اما با گسترش این رشتهٔ ورزشی، پیست‌های میزبان مسابقات نیز از بعد موقعیت جغرافیایی تنوع بیشتری پیدا کردند. گسترش مکان‌های میزبان به آسیا و آمریکا در دوران اخیر اتفاق افتاده‌است. در حدود نیمی از پیست‌هایی که گراند پری‌های فصل ۲۰۱۲ در آن‌ها برگزار شدند، تا پیش از سال ۱۹۹۹ در تقویم‌های مسابقات حضور نداشتند.
پیست ناتزیوناله مونتزا میزبان بیشترین تعداد مسابقات قهرمانی جهان بوده‌است؛ این پیست تنها در فصل ۱۹۸۰ میزبان هیچ مسابقه‌ای نبوده‌است و گراند پری ایتالیا در آن سال به‌جای این پیست در پیست انزو دینو فراری برگزار شد. پیست شهری باکو هفتاد و یکمین پیستی بود که میزبان یک گراند پری شد. گراند پری اروپا در سال ۲۰۱۶ در این پیست برگزار شد. این پیست تا امروز آخرین پیستی بوده‌است که به فهرست پیست‌های فرمول یک افزوده شده‌است. طولانی‌ترین پیستی که میزبان برگزاری یک گراند پری بوده‌است، پیست پسکارا است که گراند پری ۱۹۵۷ پسکارا در آن برگزار شد. این پیست که طول آن برابر با ۲۵٫۸۰۰ کیلومتر (۱۶٫۰۳۱ مایل) بوده و در پسکارای ایتالیا واقع شده‌است، محل برگزاری سالانهٔ مسابقات کوپا آکربو بوده‌است، و سال ۱۹۵۷ تنها سالی بود که این مسابقه به‌عنوان بخشی از مسابقات قهرمانی جهان در نظر گرفته‌شد. در این مسابقه استیرلینگ ماس برندهٔ میدان شد.
با توجه به اینکه بعضی از پیست‌ها با پیکربندی‌های متفاوتی میزبانی گراند پری‌ها را بر عهده داشته‌اند، پیکربندی‌هایی که اخیراً مورد استفاده قرار گرفته‌اند در جدول زیر فهرست شده‌اند.

## پیست‌ها
| dagger | پیست‌های کنونی (برای فصل ۲۰۱۹) |

- ستون «نقشه» نشان‌دهندهٔ نمودار جدیدترین پیکربندی بر روی پیست کنونی، و آخرین پیکربندی بر روی پیست‌های مورد استفاده در فصل‌های گذشته‌است.
- ستون «نوع» نشان‌دهندهٔ نوع پیست است؛ «خیابانی» بیان‌گر پیستی است که در خیابان‌های بسته‌شدهٔ شهری بنا شده‌است، «جاده‌ای» به ترکیبی از جاده‌های عمومی با یک پیست دائمی اشاره دارد، و «مسابقه‌ای» نیز یک مجموعهٔ دائمی است.
- ستون «آخرین مسافت» شامل طول پیست در پیکربندی است که در آخرین باری که یک مسابقهٔ فرمول یک در آن پیست برگزار شده، مورد استفاده قرار گرفته‌است.

| پیست                                      | نقشه                         | نوع           | جهت                                     | مکان                         | آخرین مسافت                  | گراند پری                                              | فصل(ها) | گراند پری‌های برگزار شده |
| ----------------------------------------- | ---------------------------- | ------------- | --------------------------------------- | ---------------------------- | ---------------------------- | ------------------------------------------------------ | --- | ----------------------- |
| پیست خیابانی آدلاید                       |                              | پیست خیابانی  | ساعت‌گرد                                 | آدلاید، استرالیا             | ۳٫۷۸۰ کیلومتر (۲٫۳۴۹ مایل)   | گراند پری استرالیا                                     | ۱۹۸۵–۱۹۹۵ | ۱۱                      |
| پیست عین-ذیاب                             |                              | پیست جاده‌ای   | ساعت‌گرد                                 | کازابلانکا، مراکش            | ۷٫۶۱۸ کیلومتر (۴٫۷۳۴ مایل)   | گراند پری مراکش                                        | ۱۹۵۸ | ۱                       |
| پیست مسابقه موتوری اینتری                 |                              | پیست جاده‌ای   | ساعت‌گرد                                 | اینتری، پادشاهی متحد         | ۴٫۸۲۸ کیلومتر (۳٫۰۰۰ مایل)   | گراند پری بریتانیا                                     | ۱۹۵۵، ۱۹۵۷، ۱۹۵۹، ۱۹۶۱–۱۹۶۲                                                                                    | ۵                       |
| پیست اشتوریل                              | Estoril                      | پیست مسابقه‌ای | ساعت‌گرد                                 | کشکایش، پرتغال               | ۴٫۳۶۰ کیلومتر (۲٫۷۰۹ مایل)   | گراند پری پرتغال                                       | ۱۹۸۴–۱۹۹۶ | ۱۳                      |
| پیست انزو دینو فراری                      |                              | پیست مسابقه‌ای | پادساعت‌گرد                              | ایمولا، ایتالیا              | ۴٫۹۳۳ کیلومتر (۳٫۰۶۵ مایل)   | گراند پری ایتالیا، گراند پری سان مارینو                | ۱۹۸۰–۲۰۰۶ | ۲۷                      |
| پیست هرمانوس رودریگز                      |                              | پیست مسابقه‌ای | ساعت‌گرد                                 | مکزیکو سیتی، مکزیک           | ۴٫۳۰۴ کیلومتر (۲٫۶۷۴ مایل)   | گراند پری مکزیک                                        | ۱۹۶۳–۱۹۷۰، ۱۹۸۶–۱۹۹۲، ۲۰۱۵–۲۰۱۹                                                                                | ۱۹                      |
| پیست بین‌المللی نلسون پیکه                 |                              | پیست مسابقه‌ای | پادساعت‌گرد                              | ریو دو ژانیرو، برزیل         | ۵٫۰۳۱ کیلومتر (۳٫۱۲۶ مایل)   | گراند پری برزیل                                        | ۱۹۷۸، ۱۹۸۱–۱۹۸۹                                                                                                | ۱۰                      |
| پیست ژوزه کارلوس پیس                      |                              | پیست مسابقه‌ای | پادساعت‌گرد                              | سائو پائولو، برزیل           | ۴٫۳۰۹ کیلومتر (۲٫۶۷۷ مایل)   | گراند پری برزیل                                        | ۱۹۷۳–۱۹۷۷، ۱۹۷۹–۱۹۸۰، ۱۹۹۰–۲۰۱۹                                                                                | ۳۶                      |
| پیست خوان و اسکار گالوز                   |                              | پیست مسابقه‌ای | ساعت‌گرد                                 | بوئنوس آیرس، آرژانتین        | ۴٫۲۵۹ کیلومتر (۲٫۶۴۶ مایل)   | گراند پری آرژانتین                                     | ۱۹۵۳–۱۹۵۸، ۱۹۶۰، ۱۹۷۲–۱۹۷۵، ۱۹۷۷–۱۹۸۱، ۱۹۹۵–۱۹۹۸                                                               | ۲۰                      |
| پیست ناتزیوناله مونتزا                    |                              | پیست مسابقه‌ای | ساعت‌گرد                                 | مونتزا، ایتالیا              | ۵٫۷۹۳ کیلومتر (۳٫۶۰۰ مایل)   | گراند پری ایتالیا                                      | ۱۹۵۰–۱۹۷۹، ۱۹۸۱–۲۰۱۹                                                                                           | ۶۹                      |
| آووس                                      |                              | پیست جاده‌ای   | پادساعت‌گرد                              | برلین، آلمان                 | ۸٫۳۰۰ کیلومتر (۵٫۱۵۷ مایل)   | گراند پری آلمان                                        | ۱۹۵۹ | ۱                       |
| پیست بین‌المللی بحرین                      | بحرین                        | پیست مسابقه‌ای | ساعت‌گرد                                 | صخیر، بحرین                  | ۵٫۴۱۲ کیلومتر (۳٫۳۶۳ مایل)   | گراند پری بحرین                                        | ۲۰۰۴–۲۰۱۰، ۲۰۱۲–۲۰۱۹                                                                                           | ۱۵                      |
| پیست شهری باکو                            |                              | پیست خیابانی  | پادساعت‌گرد                              | باکو، آذربایجان              | ۶٫۰۰۳ کیلومتر (۳٫۷۳۰ مایل)   | گراند پری اروپا، گراند پری آذربایجان                   | ۲۰۱۶–۲۰۱۹ | ۴                       |
| برندز هچ                                  |                              | پیست مسابقه‌ای | ساعت‌گرد                                 | وست گینگزداون، پادشاهی متحد  | ۳٫۷۰۳ کیلومتر (۲٫۳۰۱ مایل)   | گراند پری بریتانیا، گراند پری اروپا                    | ۱۹۶۴، ۱۹۶۶، ۱۹۶۸، ۱۹۷۰، ۱۹۷۲، ۱۹۷۴، ۱۹۷۶، ۱۹۷۸، ۱۹۸۰، ۱۹۸۲–۱۹۸۶                                                | ۱۴                      |
| پیست بین‌المللی بودا                       |                              | پیست مسابقه‌ای | ساعت‌گرد                                 | نویدای بزرگ، هند             | ۵٫۱۴۱ کیلومتر (۳٫۱۹۴ مایل)   | گراند پری هند                                          | ۲۰۱۱–۲۰۱۳ | ۳                       |
| پیست بوگاتی                               | بوگاتی                       | پیست مسابقه‌ای | ساعت‌گرد                                 | لو مان، فرانسه               | ۴٫۴۳۰ کیلومتر (۲٫۷۵۳ مایل)   | گراند پری فرانسه                                       | ۱۹۶۷ | ۱                       |
| پیست جایزه بزرگ سیزارس پالاس              |                              | پیست خیابانی  | پادساعت‌گرد                              | لاس وگاس، ایالات متحده       | ۳٫۶۵۰ کیلومتر (۲٫۲۶۸ مایل)   | گراند پری سیزارس پالاس                                 | ۱۹۸۱–۱۹۸۲ | ۲                       |
| پیست چارید                                |                              | پیست جاده‌ای   | ساعت‌گرد                                 | سینت-گینس-چامپانل، فرانسه    | ۸٫۰۵۵ کیلومتر (۵٫۰۰۵ مایل)   | گراند پری فرانسه                                       | ۱۹۶۵، ۱۹۶۹–۱۹۷۰، ۱۹۷۲                                                                                          | ۴                       |
| پیست برمگارتن                             |                              | پیست جاده‌ای   | ساعت‌گرد                                 | برن، سوئیس                   | ۷٫۲۰۸ کیلومتر (۴٫۴۷۹ مایل)   | گراند پری سوئیس                                        | ۱۹۵۰–۱۹۵۴ | ۵                       |
| پیست بارسلون-کاتالونیا                    |                              | پیست مسابقه‌ای | ساعت‌گرد                                 | منتملو، اسپانیا              | ۴٫۶۵۵ کیلومتر (۲٫۸۹۲ مایل)   | گراند پری اسپانیا                                      | ۱۹۹۱–۲۰۱۹ | ۲۹                      |
| پیست موناکو                               |                              | پیست خیابانی  | ساعت‌گرد                                 | مونت‌کارلو، موناکو            | ۳٫۳۳۷ کیلومتر (۲٫۰۷۴ مایل)   | گراند پری موناکو                                       | ۱۹۵۰، ۱۹۵۵–۲۰۱۹                                                                                                | ۶۶                      |
| پیست اسپا-فرانکورشان                      |                              | پیست مسابقه‌ای | ساعت‌گرد                                 | ستوولو، بلژیک                | ۷٫۰۰۴ کیلومتر (۴٫۳۵۲ مایل)   | گراند پری بلژیک                                        | ۱۹۵۰–۱۹۵۶، ۱۹۵۸، ۱۹۶۰–۱۹۶۸، ۱۹۷۰، ۱۹۸۳، ۱۹۸۵–۲۰۰۲، ۲۰۰۴–۲۰۰۵، ۲۰۰۷–۲۰۱۹                                        | ۵۲                      |
| پیست مونسانتو                             |                              | پیست خیابانی  | ساعت‌گرد                                 | لیسبون، پرتغال               | ۵٫۴۴۰ کیلومتر (۳٫۳۸۰ مایل)   | گراند پری پرتغال                                       | ۱۹۵۹ | ۱                       |
| پیست نورز مگنی-کورس                       |                              | پیست مسابقه‌ای | ساعت‌گرد                                 | مگنی-گورس، فرانسه            | ۴٫۴۱۱ کیلومتر (۲٫۷۴۱ مایل)   | گراند پری فرانسه                                       | ۱۹۹۱–۲۰۰۸ | ۱۸                      |
| پیست ژیل ویلنوو                           |                              | پیست خیابانی  | ساعت‌گرد                                 | مونترآل، کانادا              | ۴٫۳۶۱ کیلومتر (۲٫۷۱۰ مایل)   | گراند پری کانادا                                       | ۱۹۷۸–۱۹۸۶، ۱۹۸۸–۲۰۰۸، ۲۰۱۰–۲۰۱۹                                                                                | ۴۰                      |
| پیست مون-ترومبلان                         |                              | پیست مسابقه‌ای | ساعت‌گرد                                 | مون-ترومبلان، کانادا         | ۴٫۲۶۵ کیلومتر (۲٫۶۵۰ مایل)   | گراند پری کانادا                                       | ۱۹۶۸، ۱۹۷۰ | ۲                       |
| پیست امریکاس                              |                              | پیست مسابقه‌ای | پادساعت‌گرد                              | آستین، ایالات متحده          | ۵٫۵۱۳ کیلومتر (۳٫۴۲۶ مایل)   | گراند پری ایالات متحده                                 | ۲۰۱۲–۲۰۱۹ | ۷                       |
| پیست پارک زاندفورت                        |                              | پیست مسابقه‌ای | ساعت‌گرد                                 | زاندفورت، هلند               | ۴٫۲۵۲ کیلومتر (۲٫۶۴۲ مایل)   | گراند پری هلند                                         | ۱۹۵۲–۱۹۵۳، ۱۹۵۵، ۱۹۵۸–۱۹۷۱، ۱۹۷۳–۱۹۸۵                                                                          | ۳۰                      |
| پیست پل ریکارد                            |                              | پیست مسابقه‌ای | ساعت‌گرد                                 | لا کاستلت، فرانسه            | ۵٫۸۴۲ کیلومتر (۳٫۶۳۰ مایل)   | گراند پری فرانسه                                       | ۱۹۷۱، ۱۹۷۳، ۱۹۷۵–۱۹۷۶، ۱۹۷۸، ۱۹۸۰، ۱۹۸۲–۱۹۸۳، ۱۹۸۵–۱۹۹۰، ۲۰۱۸–۲۰۱۹                                             | ۱۶                      |
| پیست زولده                                |                              | پیست مسابقه‌ای | ساعت‌گرد                                 | اوسدان-زولده، بلژیک          | ۴٫۲۶۲ کیلومتر (۲٫۶۴۸ مایل)   | گراند پری بلژیک                                        | ۱۹۷۳، ۱۹۷۵–۱۹۸۲، ۱۹۸۴                                                                                          | ۱۰                      |
| پیست باویستا                              |                              | پیست خیابانی  | پادساعت‌گرد                              | پورتو، پرتغال                | ۷٫۷۷۵ کیلومتر (۴٫۸۳۱ مایل)   | گراند پری پرتغال                                       | ۱۹۵۸، ۱۹۶۰ | ۲                       |
| پیست خرز                                  |                              | پیست مسابقه‌ای | ساعت‌گرد                                 | خرز ده لا فرونترا، اسپانیا   | ۴٫۴۲۸ کیلومتر (۲٫۷۵۱ مایل)   | گراند پری اسپانیا، گراند پری اروپا                     | ۱۹۸۶–۱۹۹۰، ۱۹۹۴، ۱۹۹۷                                                                                          | ۷                       |
| پیست دل جاراما                            |                              | پیست مسابقه‌ای | ساعت‌گرد                                 | سن سباستین د لو ریس، اسپانیا | ۳٫۴۰۴ کیلومتر (۲٫۱۱۵ مایل)   | گراند پری اسپانیا                                      | ۱۹۶۸، ۱۹۷۰، ۱۹۷۲، ۱۹۷۴، ۱۹۷۶–۱۹۷۹، ۱۹۸۱                                                                        | ۹                       |
| پیست گراند پری دالاس                      |                              | پیست خیابانی  | پادساعت‌گرد                              | دالاس، ایالات متحده          | ۳٫۹۰۱ کیلومتر (۲٫۴۲۴ مایل)   | گراند پری دالاس                                        | ۱۹۸۴ | ۱                       |
| پیست خیابانی دیترویت                      |                              | پیست خیابانی  | پادساعت‌گرد                              | دیترویت، ایالات متحده        | ۴٫۱۶۸ کیلومتر (۲٫۵۹۰ مایل)   | گراند پری دیترویت                                      | ۱۹۸۲–۱۹۸۸ | ۷                       |
| دیژان-پرنوا                               |                              | پیست مسابقه‌ای | ساعت‌گرد                                 | پرنوا، فرانسه                | ۳٫۸۸۶ کیلومتر (۲٫۴۱۵ مایل)   | گراند پری فرانسه، گراند پری سوئیس                      | ۱۹۷۴، ۱۹۷۷، ۱۹۷۹، ۱۹۸۱–۱۹۸۲، ۱۹۸۴                                                                              | ۶                       |
| دونینگتون پارک                            | Donington Park               | پیست مسابقه‌ای | ساعت‌گرد                                 | کسل دونینگتون، پادشاهی متحد  | ۴٫۰۲۰ کیلومتر (۲٫۴۹۸ مایل)   | گراند پری اروپا                                        | ۱۹۹۳ | ۱                       |
| فوجی اسپیدوی                              |                              | پیست مسابقه‌ای | ساعت‌گرد                                 | اویاما، ژاپن                 | ۴٫۵۶۳ کیلومتر (۲٫۸۳۵ مایل)   | گراند پری ژاپن                                         | ۱۹۷۶–۱۹۷۷، ۲۰۷–۲۰۰۸                                                                                            | ۴                       |
| پیست خیابانی لانگ بیچ                     |                              | پیست خیابانی  | ساعت‌گرد                                 | لانگ بیچ، ایالات متحده       | ۳٫۲۷۵ کیلومتر (۲٫۰۳۵ مایل)   | گراند پری غرب ایالات متحده                             | ۱۹۷۶–۱۹۸۳ | ۸                       |
| پیست هوکنهایمرینگ                         |                              | پیست مسابقه‌ای | ساعت‌گرد                                 | هوکنهایم، آلمان              | ۴٫۵۷۴ کیلومتر (۲٫۸۴۲ مایل)   | گراند پری آلمان                                        | ۱۹۷۰، ۱۹۷۷–۱۹۸۴، ۱۹۸۶–۲۰۰۶، ۲۰۰۸، ۲۰۱۰، ۲۰۱۲، ۲۰۱۴، ۲۰۱۶، ۲۰۱۸–۲۰۱۹                                            | ۳۷                      |
| هونگارورینگ                               |                              | پیست مسابقه‌ای | ساعت‌گرد                                 | موگورود، مجارستان            | ۴٫۳۸۱ کیلومتر (۲٫۷۲۲ مایل)   | گراند پری مجارستان                                     | ۱۹۸۶–۲۰۱۹ | ۳۴                      |
| پیست اتومبیل‌رانی ایندیاناپلیس             |                              | پیست مسابقه‌ای | پادساعت‌گرد (۱۹۵۰–۶۰) ساعت‌گرد (۲۰۰۰–۰۷)  | اسپیدوی، ایالات متحده        | ۴٫۱۹۲ کیلومتر (۲٫۶۰۵ مایل)   | ایندیاناپلیس ۵۰۰[الف]، گراند پری ایالات متحده          | ۱۹۵۰–۱۹۶۰، ۲۰۰۰–۲۰۰۷                                                                                           | ۱۹                      |
| پارک استانبول                             |                              | پیست مسابقه‌ای | پادساعت‌گرد                              | استانبول، ترکیه              | ۵٫۳۳۸ کیلومتر (۳٫۳۱۷ مایل)   | گراند پری ترکیه                                        | ۲۰۰۵–۲۰۱۱ | ۷                       |
| پیست بین‌المللی کره                        |                              | پیست مسابقه‌ای | پادساعت‌گرد                              | یئونگام، کره جنوبی           | ۵٫۶۱۵ کیلومتر (۳٫۴۸۹ مایل)   | گراند پری کره                                          | ۲۰۱۰–۲۰۱۳ | ۴                       |
| پیست مسابقه کیالامی                       |                              | پیست مسابقه‌ای | ساعت‌گرد (۱۹۶۷–۸۵)؛ پادساعت‌گرد (۱۹۹۲–۹۳) | میدراند، آفریقای جنوبی       | ۴٫۲۰۰ کیلومتر (۲٫۶۱۰ مایل)   | گراند پری آفریقای جنوبی                                | ۱۹۶۷–۱۹۸۰، ۱۹۸۲–۱۹۸۵، ۱۹۹۲–۱۹۹۳                                                                                | ۲۰                      |
| پیست خیابانی مارینا بی                    |                              | پیست خیابانی  | پادساعت‌گرد                              | مارینا بی، سنگاپور           | ۵٫۰۶۳ کیلومتر (۳٫۱۴۶ مایل)   | گراند پری سنگاپور                                      | ۲۰۰۸–۲۰۱۹ | ۱۲                      |
| پیست گراند پری ملبورن                     | آلبرت پارک                   | پیست خیابانی  | ساعت‌گرد                                 | ملبورن، استرالیا             | ۵٫۳۰۳ کیلومتر (۳٫۲۹۵ مایل)   | گراند پری استرالیا                                     | ۱۹۹۶–۲۰۱۹ | ۲۴                      |
| پیست مونجوییک                             |                              | پیست خیابانی  | پادساعت‌گرد                              | بارسلون، اسپانیا             | ۳٫۷۹۱ کیلومتر (۲٫۳۵۶ مایل)   | گراند پری اسپانیا                                      | ۱۹۶۹، ۱۹۷۱، ۱۹۷۳، ۱۹۷۵                                                                                         | ۴                       |
| پیست مسابقه بین‌المللی موسپورت             |                              | پیست مسابقه‌ای | ساعت‌گرد                                 | بومن‌ویل، کانادا              | ۳٫۹۵۷ کیلومتر (۲٫۴۵۹ مایل)   | گراند پری کانادا                                       | ۱۹۶۷، ۱۹۶۹، ۱۹۷۱–۱۹۷۴، ۱۹۷۶–۱۹۷۷                                                                               | ۸                       |
| نیول-بولرز                                |                              | پیست مسابقه‌ای | ساعت‌گرد                                 | نیول، بلژیک                  | ۳٫۷۲۴ کیلومتر (۲٫۳۱۴ مایل)   | گراند پری بلژیک                                        | ۱۹۷۲، ۱۹۷۴ | ۲                       |
| نوربورگ‌رینگ                               |                              | پیست مسابقه‌ای | ساعت‌گرد                                 | نوربورگ، آلمان               | ۵٫۱۴۸ کیلومتر (۳٫۱۹۹ مایل)   | گراند پری آلمان، گراند پری اروپا، گراند پری لوکزامبورگ | ۱۹۵۱–۱۹۵۴، ۱۹۵۶–۱۹۵۸، ۱۹۶۱–۱۹۶۹، ۱۹۷۱–۱۹۷۶، ۱۹۸۴–۱۹۸۵، ۱۹۹۵–۲۰۰۷، ۲۰۰۹، ۲۰۱۱، ۲۰۱۳                             | ۴۰                      |
| پیست پدرالبس                              |                              | پیست خیابانی  | ساعت‌گرد                                 | بارسلون، اسپانیا             | ۶٫۳۱۶ کیلومتر (۳٫۹۲۵ مایل)   | گراند پری اسپانیا                                      | ۱۹۵۱، ۱۹۵۴ | ۲                       |
| پیست پسکارا                               |                              | پیست جاده‌ای   | ساعت‌گرد                                 | پسکارا، ایتالیا              | ۲۵٫۸۰۰ کیلومتر (۱۶٫۰۳۱ مایل) | گراند پری پسکارا                                       | ۱۹۵۷ | ۱                       |
| پیست خیابانی فینیکس                       |                              | پیست خیابانی  | پادساعت‌گرد                              | فینیکس، ایالات متحده         | ۳٫۷۲۰ کیلومتر (۲٫۳۱۲ مایل)   | گراند پری ایالات متحده                                 | ۱۹۸۹–۱۹۹۱ | ۳                       |
| پیست پرنس جورج                            |                              | پیست مسابقه‌ای | ساعت‌گرد                                 | لندن شرقی، آفریقای جنوبی     | ۳٫۹۲۰ کیلومتر (۲٫۴۳۶ مایل)   | گراند پری آفریقای جنوبی                                | ۱۹۶۲–۱۹۶۳، ۱۹۶۵                                                                                                | ۳                       |
| رد بول رینگ (ای۱-رینگ و آسترایش‌رینگ سابق) |                              | پیست مسابقه‌ای | ساعت‌گرد                                 | اسپیلبرگ بی نیتلفلد، اتریش   | ۴٫۳۱۸ کیلومتر (۲٫۶۸۳ مایل)   | گراند پری اتریش                                        | ۱۹۷۰–۱۹۸۷، ۱۹۹۷–۲۰۰۳، ۲۰۱۴–۲۰۱۹                                                                                | ۳۱                      |
| رنس-گویو                                  |                              | پیست جاده‌ای   | ساعت‌گرد                                 | گویو، رنس فرانسه             | ۸٫۳۰۲ کیلومتر (۵٫۱۵۹ مایل)   | گراند پری فرانسه                                       | ۱۹۵۰–۱۹۵۱، ۱۹۵۳–۱۹۵۴، ۱۹۵۶، ۱۹۵۸–۱۹۶۱، ۱۹۶۳، ۱۹۶۶                                                              | ۱۱                      |
| پیست مسابقه بین‌المللی ریورساید            |                              | پیست مسابقه‌ای | ساعت‌گرد                                 | مورنو ولی، ایالات متحده      | ۵٫۲۷۱ کیلومتر (۳٫۲۷۵ مایل)   | گراند پری ایالات متحده                                 | ۱۹۶۰ | ۱                       |
| قوایه-لیس-سارتس                           |                              | پیست جاده‌ای   | ساعت‌گرد                                 | اوریوال، فرانسه              | ۶٫۵۴۲ کیلومتر (۴٫۰۶۵ مایل)   | گراند پری فرانسه                                       | ۱۹۵۲، ۱۹۵۷، ۱۹۶۲، ۱۹۶۴، ۱۹۶۸                                                                                   | ۵                       |
| پیست مسابقه اسکاندیناوین                  |                              | پیست مسابقه‌ای | ساعت‌گرد                                 | اندرستورپ، سوئد              | ۴٫۰۳۱ کیلومتر (۲٫۵۰۵ مایل)   | گراند پری سوئد                                         | ۱۹۷۳–۱۹۷۸ | ۶                       |
| پیست مسابقه بین‌المللی سبرینگ              | پیست مسابقه بین‌المللی سبرینگ | پیست جاده‌ای   | ساعت‌گرد                                 | سبرینگ، ایالات متحده         | ۸٫۳۵۶ کیلومتر (۵٫۱۹۲ مایل)   | گراند پری ایالات متحده                                 | ۱۹۵۹ | ۱                       |
| پیست بین‌المللی سپانگ                      |                              | پیست مسابقه‌ای | ساعت‌گرد                                 | سپانگ، مالزی                 | ۵٫۵۴۳ کیلومتر (۳٫۴۴۴ مایل)   | گراند پری مالزی                                        | ۱۹۹۹–۲۰۱۷ | ۱۹                      |
| پیست بین‌المللی شانگهای                    |                              | پیست مسابقه‌ای | ساعت‌گرد                                 | شانگهای، چین                 | ۵٫۴۵۱ کیلومتر (۳٫۳۸۷ مایل)   | گراند پری چین                                          | ۲۰۰۴–۲۰۱۹ | ۱۶                      |
| پیست سیلورستون                            |                              | پیست مسابقه‌ای | ساعت‌گرد                                 | سیلورستون، پادشاهی متحد      | ۵٫۸۹۱ کیلومتر (۳٫۶۶۰ مایل)   | گراند پری بریتانیا                                     | ۱۹۵۰–۱۹۵۴، ۱۹۵۶، ۱۹۵۸، ۱۹۶۰، ۱۹۶۳، ۱۹۶۵، ۱۹۶۷، ۱۹۶۹، ۱۹۷۱، ۱۹۷۳، ۱۹۷۵، ۱۹۷۷، ۱۹۷۹، ۱۹۸۱، ۱۹۸۳، ۱۹۸۵، ۱۹۸۷–۲۰۱۹ | ۵۳                      |
| پیست اتومبیل‌رانی سوچی                     |                              | پیست جاده‌ای   | ساعت‌گرد                                 | سوچی، روسیه                  | ۵٫۸۴۸ کیلومتر (۳٫۶۳۴ مایل)   | گراند پری روسیه                                        | ۲۰۱۴–۲۰۱۹ | ۶                       |
| پیست سوزوکا                               |                              | پیست مسابقه‌ای | ساعت‌گرد و پادساعت‌گرد (هشت‌شکل)           | سوزوکا، ژاپن                 | ۵٫۸۰۷ کیلومتر (۳٫۶۰۸ مایل)   | گراند پری ژاپن                                         | ۱۹۸۷–۲۰۰۶، ۲۰۰۹–۲۰۱۹                                                                                           | ۳۰                      |
| پیست بین‌المللی اوکایاما                   | پیست بین‌المللی تاناکا        | پیست مسابقه‌ای | ساعت‌گرد                                 | میماساکا، ژاپن               | ۳٫۷۰۳ کیلومتر (۲٫۳۰۱ مایل)   | گراند پری اقیانوسیه                                    | ۱۹۹۴–۱۹۹۵ | ۲                       |
| پیست خیابانی والنسیا                      |                              | پیست خیابانی  | ساعت‌گرد                                 | والنسیا، اسپانیا             | ۵٫۴۱۹ کیلومتر (۳٫۳۶۷ مایل)   | گراند پری اروپا                                        | ۲۰۰۸–۲۰۱۲ | ۵                       |
| واتکینز گلن                               |                              | پیست مسابقه‌ای | ساعت‌گرد                                 | واتکینز گلن، ایالات متحده    | ۵٫۴۳۰ کیلومتر (۳٫۳۷۴ مایل)   | گراند پری ایالات متحده                                 | ۱۹۶۱–۱۹۸۰ | ۲۰                      |
| پیست یاس مارینا                           |                              | پیست مسابقه‌ای | پادساعت‌گرد                              | ابوظبی، امارات متحده عربی    | ۵٫۵۵۴ کیلومتر (۳٫۴۵۱ مایل)   | گراند پری ابوظبی                                       | ۲۰۰۹–۲۰۱۹ | ۱۰                      |
| فرودگاه زلتوگ                             |                              | پیست جاده‌ای   | ساعت‌گرد                                 | زلتوگ، اتزیش                 | ۳٫۱۸۶ کیلومتر (۱٫۹۸۰ مایل)   | گراند پری اتریش                                        | ۱۹۶۴ | ۱                       |